# کیوی‌هاکا
کیوی‌هاکا (به فنلاندی: Kivihaka) یک منطقهٔ مسکونی در فنلاند است که در هلسینکی واقع شده‌است. کیوی‌هاکا ۰٫۴۳ کیلومتر مربع مساحت و ۸۳۶ نفر جمعیت دارد.